# براسكورسانو
براسكورسانو هي قرية في مدينة تورينو الحضارية في المنطقة الإيطالية بيدمونت ، وتقع على بعد حوالي 35 كيلومتر (22 ميل) شمال تورينو .
تقع براسكورسانو على حدود القرى الاتية: كورجن ، وسان كولومبانو بلمونت ، وكانيشيو ، وبراتيغليون ، وفالبيرجا ، وبيرتوسيو ، وريفارا . وتشمل المعالم القريبة منهاساكرو مونتي دي بيلمونتي .